# Peter Dietrich (Unternehmer)
Peter Dietrich (* 8. April 1938 in Wilthen, Oberlausitz; † 18. Juni 2017 in Wewelsfleth, Kreis Steinburg) war ein deutscher Bauingenieur, der in der Hamburger Hafenwirtschaft tätig war.

## Leben
Dietrich besuchte von 1944 bis 1955 die Grund- und Oberschule in Wilthen und Bautzen. Als 17-Jähriger heuerte er im Londoner Hafen auf der MS Allobrogia der Genfer Reederei Transports Maritimes Suisse-Outremer SA an. Auf vier Reisen kam er 1955/1956 in Häfen von Europa und Asien. 
Zum zweiten Mal und endgültig verließ er die Deutsche Demokratische Republik 1957 nach der Reifeprüfung in Bischofswerda. Nachdem er in Heidelberg auch das „Westabitur“ bestanden hatte, studierte er 1958–1962 an der Technischen Hochschule Stuttgart Bauingenieurwesen. 1962/1963 und 1965 studierte er an der University of Ibadan und am Nigerian Institute of Social and Economic Research Wirtschaftswissenschaft. Seit 1964 an der Technischen Universität Berlin immatrikuliert, erwarb er 1967 dort den akademischen Grad eines Diplomingenieurs. In der Studentenzeit war er Vorsitzender des Allgemeinen Studentenausschusses, Vorsitzender des Internationalen Ausschusses des Verbands Deutscher Studentenschaften, Mitglied der Research and Information Commission der International Union of Students.

### Beruf
Als Wirtschaftsingenieur, Fachrichtung Bauingenieur, ging er 1967 zu Coutinho, Caro & Co., einem Hamburger Unternehmen für Anlagenbau und Maschinenexport. Im Biafra-Krieg wurde er nach Nigeria geschickt, um deutsche Familien aus dem Kriegsgebiet zu retten. 1968–1972 war er Alleingeschäftsführer von Coutinho, Caro & Co (Italia) SpA in Mailand. Als er 1973 Prokurist im Stammhaus Coutinho, Caro & Co in Hamburg wurde, kaufte er das Alte Fährhaus in Wewelsfleth. 1974–1977 war er Geschäftsführender Gesellschafter der Planco Consulting GmbH / AG in Hamburg und London. 1976 gründete er die Hamburg Port Consulting GmbH, deren Alleingeschäftsführer er bis 1985 war. Er machte diese Tochtergesellschaft der Hamburger Hafen und Logistik (HHLA) zu einem führenden Unternehmen im Hafenconsulting mit heute mehr als 100 Mitarbeitern. Gefördert durch Helmuth Kern, wechselte er 1985 in den Vorstand der HHLA. Zuständig war er zunächst für Betrieb und Technik, ab 1987 auch für Marketing und Vertrieb. Nach einem Jahr als stellvertretender Vorstandsvorsitzender wurde er 1991 Chef der HHLA. Er baute den hochautomatisierten Containerterminal Altenwerder und gewann Hapag-Lloyd als strategischen Partner. Unter Dietrichs Führung beteiligte sich die HHLA an Eisenbahnunternehmen wie Polzug und Metrans. Das förderte den Containertransport nach Osteuropa und legte den Grundstein für das Geschäftsfeld Intermodaler Verkehr. Nach 12 Jahren im Vorstand der HHLA trat er 2003 in den Ruhestand.

### Aufsichtsratsmandate
Er saß in vielen Aufsichtsräten, nach der Deutschen Wiedervereinigung in der Sächsische Binnenhäfen Oberelbe GmbH und der Kranbau Eberswalde, die aus dem TAKRAF-Kombinat hervorgegangen war. Er war Vorsitzender von Arbeitgeberverbänden der deutschen und europäischen Seehafenwirtschaft. 1995–1998 war er Gründungs- und Alleingeschäftsführer der Gesellschaft für Hafen- und Standortentwicklung mbH (GHS, jetzt Hafencity GmbH). Ihr alleiniger Zweck war der verdeckte Kauf von Hafenflächen in Hamburg-Altenwerder.

### Ehrenämter
Im wieder vereinten Deutschland engagierte er sich für die Baugesellschaft Gebrüder Dietrich GmbH & Co. KG in Seitschen und für das Landhotel Erbgericht in Tautewalde. Als Gesellschafter besorgte er den Umbau und die Erweiterung des Hotels. Er war Förderer des Museumsschiffs Cap San Diego und Vorstandsvorsitzender der Stiftung Hamburger Admiralität. Seit 1960 Mitglied der SPD Hamburg, war er 1974–1976 Distriktsvorsitzender in Hamburg Barmbek-Uhlenhorst-Hohenfeld. Vor der Bürgerschaftswahl in Hamburg 2004 gab er Thomas Mirow die Zusage, bei einem Wahlerfolg der SPD Senatsverantwortung zu übernehmen. Mit Marion Gräfin Dönhoff befreundet, war er Geschäftsführer und Vorsitzender der Marion Dönhoff Stiftung. Am 31. Januar 1992 gewann er Bürgermeister Henning Voscherau für den Bau der HafenCity. An Egbert Kossak vorbei wurden die Planungen mit Volkwin Marg über fünf Jahre geheim gehalten. In der Verwirklichung dieses Jahrhundertprojekts sah Dietrich seine größte Lebensleistung. Bei der Trauerfeier am 23. Juni 2017 in Wewelsfleth hielt Thomas Mirow die erste Trauerrede. Beigesetzt wurde er am 26. Juni 2017 im Wilthener Familiengrab.

„Mit Peter Dietrich verliert Hamburg eine Unternehmerpersönlichkeit, der Stadt und Hafen viel zu verdanken haben.“

### Privates

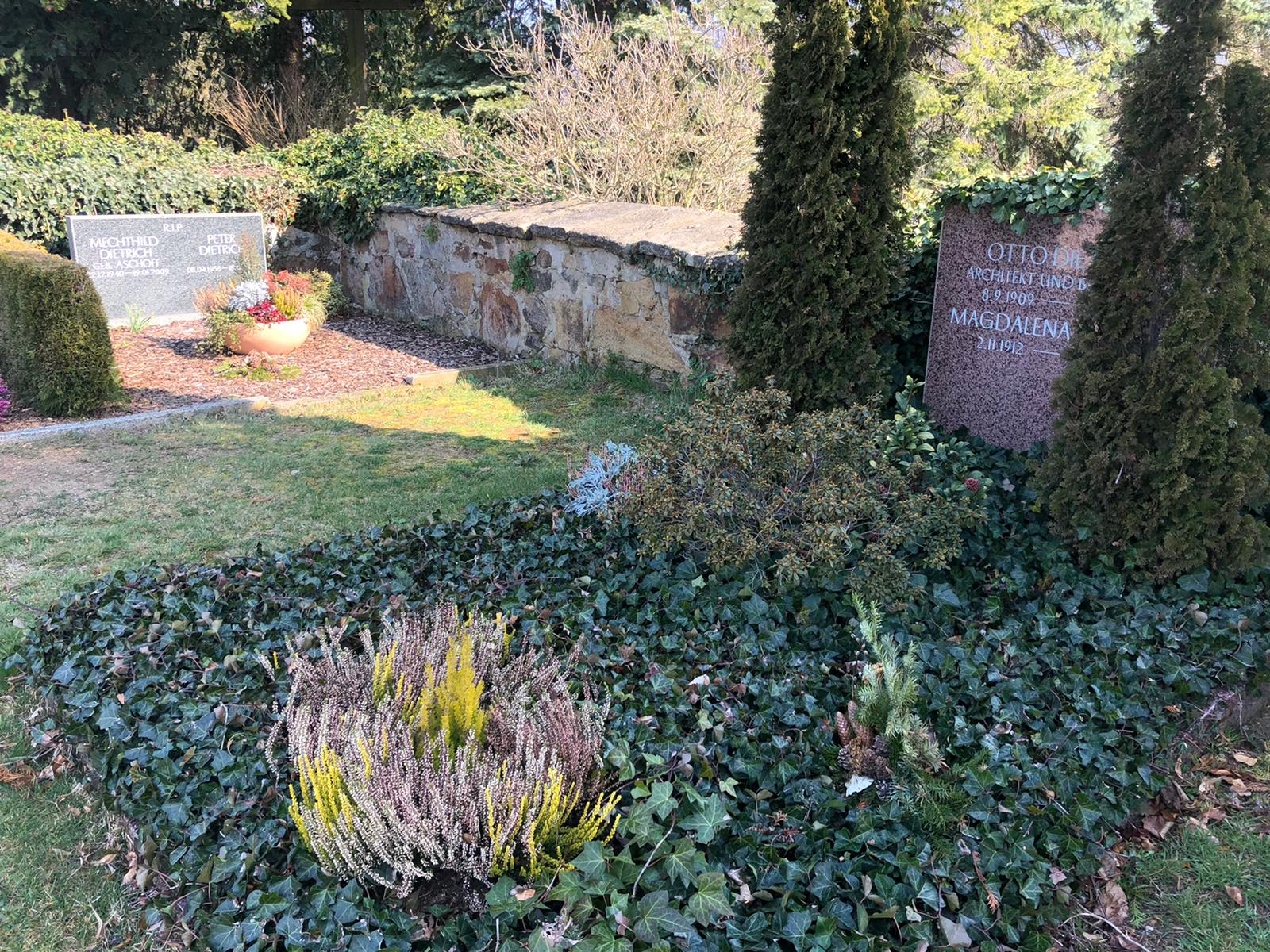
Grab in Wilthen

Dietrich liebte das Motorradfahren. Verheiratet war er seit 1965 mit der Soziologin Mechthild geb. Aschoff (1940–2009). Der Ehe entstammen zwei Kinder. Zur Familie gehören noch zwei Töchter des Vaters und zwei angenommene Pflegekinder, die dem Kambodschanischen Bürgerkrieg entkommen waren.

## Ehrungen
- Chateauneuf-Medaille der Architekten- und Ingenieurvereins Hamburg (2008)
- Bürgermeister-Stolten-Medaille, postum durch Dorothee Stapelfeldt (2017)[9]